# Verein für Bewegungsspiele Oldenburg 1992-1993
Questa voce raccoglie le informazioni riguardanti il Verein für Bewegungsspiele Oldenburg nelle competizioni ufficiali della stagione 1992-1993.

## Stagione
Nella stagione 1992-1993 l'Oldenburg, allenato da Wolfgang Sidka e Werner Fuchs, concluse il campionato di 2. Bundesliga al 22º posto. In Coppa di Germania l'Oldenburg fu eliminato al secondo turno dal Bischofswerdaer.

## Rosa
| N. |                     | Ruolo | Calciatore        |
| -- | ------------------- | ----- | ----------------- |
|    | Germania (bandiera) | P     | Rainer Brauer     |
|    | Germania (bandiera) | P     | Hans-Jörg Butt    |
|    | Germania (bandiera) | P     | Andreas Nofz      |
|    | Germania (bandiera) | D     | Mathias Jack      |
|    | Germania (bandiera) | D     | Ulf Kliche        |
|    | Germania (bandiera) | D     | Carsten Linke     |
|    | Germania (bandiera) | D     | Alexander Malchow |
|    | Germania (bandiera) | D     | Jonny Otten       |
|    | Germania (bandiera) | D     | Arne Tammen       |
|    | Germania (bandiera) | D     | Jörg Wawrzyniak   |
|    | Polonia (bandiera)  | D     | Krzysztof Zając   |
|    | Egitto (bandiera)   | C     | Mohamed Azima     |

| N. |                        | Ruolo | Calciatore         |
| -- | ---------------------- | ----- | ------------------ |
|    | Germania (bandiera)    | C     | Christian Brand    |
|    | Germania (bandiera)    | C     | Joachim Gehrmann   |
|    | Germania (bandiera)    | C     | Thomas Gerstner    |
|    | Spagna (bandiera)      | C     | Francisco Jeminez  |
|    | Rep. Ceca (bandiera)   | C     | Oldřich Machala    |
|    | Germania (bandiera)    | C     | Kai-Uwe Schnell    |
|    | Germania (bandiera)    | C     | Thorsten Seiffert  |
|    | Germania (bandiera)    | C     | Wolfgang Steinbach |
|    | Germania (bandiera)    | A     | Christian Claaßen  |
|    | Rep. Ceca (bandiera)   | A     | Radek Drulák       |
|    | Paesi Bassi (bandiera) | A     | Arie van Lent      |
|    | Germania (bandiera)    | A     | Markus Wuckel      |

## Organigramma societario
Area tecnica
- Allenatore: Werner Fuchs
- Allenatore in seconda:
- Preparatore dei portieri:
- Preparatori atletici:

## Calciomercato

### Sessione estiva
| Acquisti | Acquisti          | Acquisti        | Acquisti |
| R.       | Nome              | da              | Modalità |
| -------- | ----------------- | --------------- | -------- |
| D        | Ulf Kliche        | Bayern Monaco   |          |
| D        | Alexander Malchow | Werder Brema II |          |
| P        | Andreas Nofz      | BFC Dynamo      |          |
| D        | Jonny Otten       | Werder Brema    |          |
| A        | Markus Wuckel     | Göttingen       |          |

| Cessioni | Cessioni        | Cessioni               | Cessioni |
| R.       | Nome            | a                      | Modalità |
| -------- | --------------- | ---------------------- | -------- |
| C        | Thomas Möller   | Eintracht Braunschweig |          |
| C        | Paolo da Palma  | Osnabrück              |          |
| A        | Mikhail Rusayev | Spartak Mosca          |          |

### Sessione invernale
| Acquisti | Acquisti      | Acquisti        | Acquisti |
| R.       | Nome          | da              | Modalità |
| -------- | ------------- | --------------- | -------- |
| C        | Mohamed Azima | Fortuna Colonia |          |
| A        | Arie van Lent | Werder Brema    |          |

| Cessioni | Cessioni | Cessioni | Cessioni |
| R.       | Nome     | a        | Modalità |
| -------- | -------- | -------- | -------- |

## Risultati

### 2. Bundesliga

#### Girone di andata
| Arbitro: | Assenmacher |

|                        |           |                        |
| Steinbach 7’ Linke 48’ | Marcatori | 39’ Seeliger 62’ Zeyer |

| Arbitro: | Funken |

|                                  |           |            |
| Frąckiewicz 25’ Kleeschätzky 89’ | Marcatori | 68’ Drulák |

| Arbitro: | Habermann |

|           |           |  |
| Drulák 3’ | Marcatori |  |

| Arbitro: | Schäfer |

|             |           |            |
| Kröning 31’ | Marcatori | 55’ Drulák |

| Arbitro: | Domurat |

|  |           |                         |
|  | Marcatori | 7’ Akpoborie 44’ Wittke |

| Arbitro: | Albrecht |

|                                          |           |  |
| Schmäler 40’ Nachtweih 61’ Fellhauer 90’ | Marcatori |  |

| Arbitro: | Heynemann |

|  |           |                      |
|  | Marcatori | 30’, 77’, 88’ Müller |

| Arbitro: | Lange |

|             |           |            |
| Nijhuis 49’ | Marcatori | 59’ Drulák |

| Arbitro: | Aust |

|                                        |           |                    |
| Drulák 25’, 83’ Linke 89’ Gerstner 90’ | Marcatori | 68’ (aut.) Malchow |

| Arbitro: | Jansen |

|                               |           |                                   |
| Hubner 41’, 89’ Jurgeleit 68’ | Marcatori | 35’, 58’, 86’ Drulák 84’ Gerstner |

| Arbitro: | Weise |

|                         |           |  |
| Drulák 63’ Gerstner 81’ | Marcatori |  |

| Arbitro: | Schmidt |

|                                                    |           |                        |
| Zimmermann 16’ Feinbier 40’ Gries 47’ Winkhold 90’ | Marcatori | 23’ Linke 31’ Gerstner |

| Arbitro: | Weber |

|             |           |  |
| Malchow 65’ | Marcatori |  |

| Arbitro: | Zerr |

|                         |           |                                  |
| Probst 49’ Mahjoubi 86’ | Marcatori | 55’ Brand 78’ Claaßen 83’ Wuckel |

| Arbitro: | Dardenne |

|                                    |           |                                     |
| Steinbach 40’ Drulák 48’ Brand 83’ | Marcatori | 26’ Engelmann 70’ Hobsch 78’ Anders |

| Arbitro: | Buchhart |

|                        |           |  |
| Voigt 24’ Ksienzyk 60’ | Marcatori |  |

| Arbitro: | Kiefer |

|  |           |           |
|  | Marcatori | 78’ Azima |

| Arbitro: | Löwer |

|                                     |           |  |
| Lemberger 41’ Zwingel 71’ Leitl 78’ | Marcatori |  |

| Arbitro: | Best |

|                       |           |               |
| Wuckel 75’ Drulák 82’ | Marcatori | 20’ Persigehl |

| Arbitro: | Dellwing |

|                                     |           |  |
| Strerath 23’ Cyroń 82’ Breitzke 87’ | Marcatori |  |

| Arbitro: | Schmidt |

|                 |           |                                  |
| Drulák 87’, 90’ | Marcatori | 55’ Grether 62’ Wollitz 72’ Karp |

| Arbitro: | Krug |

|            |           |                   |
| Drulák 61’ | Marcatori | 21’ Breitenreiter |

| Arbitro: | Domurat |

|                            |           |               |
| Jovanović 60’, 68’ Epp 72’ | Marcatori | 11’ Steinbach |

#### Girone di ritorno
| Arbitro: | Amerell |

|                                                          |           |           |
| Braun 24’, 33’, 45’ Spies 48’ Brand 76’ (aut.) Burić 83’ | Marcatori | 59’ Linke |

| Arbitro: | Ziller |

|                                                 |           |             |
| Wawrzyniak 49’ Machala 80’ Drulák 84’ Linke 86’ | Marcatori | 82’ Fiebich |

| Arbitro: | Merk |

|                                                   |           |  |
| Boer 42’ Heidrich 69’ Bittermann 75’ Mehlhorn 78’ | Marcatori |  |

| Arbitro: | Wippermann |

|                 |           |           |
| Wuckel 80’, 88’ | Marcatori | 40’ Sturm |

| Arbitro: | Brandauer |

|                                                           |           |                |
| Szangolies 42’ Akpoborie 56’, 58’, 66’, 74’ Schreiber 63’ | Marcatori | 6’, 76’ Drulák |

| Arbitro: | Stenzel |

|                      |           |                          |
| Wuckel 51’ Linke 84’ | Marcatori | 69’ Hofmann 81’ Petrenko |

| Arbitro: | Jansen |

|                                    |           |  |
| Buvač 57’ Herzberger 62’ Klopp 71’ | Marcatori |  |

| Arbitro: | Brandt-Chollé |

|  |           |                  |
|  | Marcatori | 38’ Araszkiewicz |

| Arbitro: | Kasper |

|                         |           |  |
| Menke 62’ Rauffmann 90’ | Marcatori |  |

| Arbitro: | Haupt |

|                          |           |                        |
| Gerstner 34’ Jeminez 86’ | Marcatori | 54’ Müller 75’ Cardoso |

| Arbitro: | Leimert |

|           |           |  |
| Hjelm 44’ | Marcatori |  |

| Arbitro: | Wagner |

|              |           |           |
| Gerstner 69’ | Marcatori | 11’ Gries |

| Arbitro: | Wittke |

|                           |           |  |
| Baerhausen 8’ Gutzler 65’ | Marcatori |  |

| Arbitro: | Malbranc |

|            |           |  |
| Drulák 66’ | Marcatori |  |

| Arbitro: | Lange |

|             |           |               |
| Grishin 36’ | Marcatori | 2’ Wawrzyniak |

| Oldenburg 2 maggio 1993, ore 15:00 CEST 39ª giornata | Oldenburg | 0 – 0 referto | Wuppertal | Marschweg-Stadion (3 000 spett.)\| Arbitro: \| Schäfer \| |
| Arbitro:                                             | Schäfer   |               |           |                                                           |

| Arbitro: | Fischer |

|                        |           |              |
| Deffke 53’ Röhrich 81’ | Marcatori | 65’ Gerstner |

| Arbitro: | Werthmann |

|  |           |          |
|  | Marcatori | 13’ Löbe |

| Arbitro: | Albrecht |

|            |           |  |
| Bodden 69’ | Marcatori |  |

| Arbitro: | Müller |

|                                                             |           |                           |
| Linke 62’ Steinbach 68’ Wuckel 75’ Gerstner 84’ Malchow 88’ | Marcatori | 21’ Aigner 27’, 83’ Cyroń |

| Arbitro: | Kemmling |

|                       |           |           |
| Sievers 50’ Klaus 74’ | Marcatori | 40’ Linke |

| Arbitro: | Haupt |

|                        |           |  |
| Daschner 71’ Groth 88’ | Marcatori |  |

| Arbitro: | Prengel |

|                                      |           |                      |
| Malchow 59’ Gerstner 68’ Jeminez 87’ | Marcatori | 15’ Vollmer 45’ Keim |

### Coppa di Germania
| Arbitro: | Lorenz |

|                                    |           |                      |
| Schmidt 43’ Pordzik 59’ Löpelt 84’ | Marcatori | 58’ Linke 63’ Drulák |

## Statistiche

### Statistiche di squadra
| Competizione      | Punti | In casa | In casa | In casa | In casa | In casa | In casa | In trasferta | In trasferta | In trasferta | In trasferta | In trasferta | In trasferta | Totale | Totale | Totale | Totale | Totale | Totale | DR  |
| Competizione      | Punti | G       | V       | N       | P       | Gf      | Gs      | G            | V            | N            | P            | Gf           | Gs           | G      | V      | N      | P      | Gf     | Gs     | DR  |
| ----------------- | ----- | ------- | ------- | ------- | ------- | ------- | ------- | ------------ | ------------ | ------------ | ------------ | ------------ | ------------ | ------ | ------ | ------ | ------ | ------ | ------ | --- |
| 2. Bundesliga     | 34    | 23      | 10      | 7       | 6       | 38      | 31      | 23           | 2            | 3            | 18           | 19           | 59           | 46     | 12     | 10     | 24     | 57     | 90     | -33 |
| Coppa di Germania | -     | 0       | 0       | 0       | 0       | 0       | 0       | 1            | 0            | 0            | 1            | 2            | 3            | 1      | 0      | 0      | 1      | 2      | 3      | -1  |
| Totale            | 34    | 23      | 10      | 7       | 6       | 38      | 31      | 24           | 2            | 3            | 19           | 21           | 62           | 47     | 12     | 10     | 25     | 59     | 93     | -34 |

### Andamento in campionato
| Giornata  | 1 | 2  | 3  | 4  | 5  | 6  | 7  | 8  | 9  | 10 | 11 | 12 | 13 | 14 | 15 | 16 | 17 | 18 | 19 | 20 | 21 | 22 | 23 | 24 | 25 | 26 | 27 | 28 | 29 | 30 | 31 | 32 | 33 | 34 | 35 | 36 | 37 | 38 | 39 | 40 | 41 | 42 | 43 | 44 | 45 | 46 |
| --------- | - | -- | -- | -- | -- | -- | -- | -- | -- | -- | -- | -- | -- | -- | -- | -- | -- | -- | -- | -- | -- | -- | -- | -- | -- | -- | -- | -- | -- | -- | -- | -- | -- | -- | -- | -- | -- | -- | -- | -- | -- | -- | -- | -- | -- | -- |
| Luogo     | C | T  | C  | T  | C  | T  | C  | T  | C  | T  | C  | T  | C  | T  | C  | T  | C  | T  | C  | T  | C  | C  | T  | T  | C  | T  | C  | T  | C  | T  | C  | T  | C  | T  | C  | T  | C  | T  | C  | T  | C  | T  | C  | T  | T  | C  |
| Risultato | N | P  | V  | N  | P  | P  | P  | N  | V  | V  | V  | P  | V  | V  | N  | P  | P  | P  | V  | P  | P  | N  | P  | P  | V  | P  | V  | P  | N  | P  | P  | P  | N  | P  | N  | P  | V  | N  | N  | P  | P  | P  | V  | P  | P  | V  |
| Posizione | 8 | 16 | 10 | 11 | 17 | 21 | 22 | 20 | 20 | 17 | 15 | 17 | 12 | 12 | 12 | 13 | 15 | 17 | 15 | 15 | 16 | 16 | 20 | 21 | 21 | 22 | 19 | 22 | 21 | 23 | 23 | 23 | 22 | 22 | 22 | 24 | 22 | 23 | 23 | 23 | 24 | 24 | 22 | 22 | 23 | 22 |

Legenda:

Luogo: C = Casa; T = Trasferta. Risultato: V = Vittoria; N = Pareggio; P = Sconfitta.

### Statistiche dei giocatori
| Giocatore     | 2. Bundesliga | 2. Bundesliga | 2. Bundesliga | 2. Bundesliga | Coppa di Germania | Coppa di Germania | Coppa di Germania | Coppa di Germania | Totale   | Totale | Totale      | Totale     |
| Giocatore     | Presenze      | Reti          | Ammonizioni   | Espulsioni    | Presenze          | Reti              | Ammonizioni       | Espulsioni        | Presenze | Reti   | Ammonizioni | Espulsioni |
| ------------- | ------------- | ------------- | ------------- | ------------- | ----------------- | ----------------- | ----------------- | ----------------- | -------- | ------ | ----------- | ---------- |
| M. Azima      | 9             | 0             | 1             | 0             | 0                 | 0                 | 0                 | 0                 | 9        | 0      | 1           | 0          |
| C. Brand      | 22            | 2             | 4             | 0             | 1                 | 0                 | 0                 | 0                 | 23       | 2      | 4           | 0          |
| R. Brauer     | 28            | 0             | 1             | 1             | 1                 | 0                 | 0                 | 0                 | 29       | 0      | 1           | 1          |
| H. Butt       | 0             | 0             | 0             | 0             | 0                 | 0                 | 0                 | 0                 | 0        | 0      | 0           | 0          |
| C. Claaßen    | 29            | 1             | 2             | 0             | 1                 | 0                 | 0                 | 0                 | 30       | 1      | 2           | 0          |
| R. Drulák     | 39            | 19            | 10            | 1             | 1                 | 1                 | 0                 | 0                 | 40       | 20     | 10          | 1          |
| J. Gehrmann   | 14            | 0             | 2             | 0             | 0                 | 0                 | 0                 | 0                 | 14       | 0      | 2           | 0          |
| T. Gerstner   | 41            | 9             | 17            | 2             | 1                 | 0                 | 0                 | 0                 | 42       | 9      | 17          | 2          |
| M. Jack       | 29            | 0             | 12            | 2             | 0                 | 0                 | 0                 | 0                 | 29       | 0      | 12          | 2          |
| F. Jeminez    | 19            | 2             | 2             | 1             | 1                 | 0                 | 0                 | 0                 | 20       | 2      | 2           | 1          |
| U. Kliche     | 17            | 0             | 2             | 0             | 1                 | 0                 | 0                 | 0                 | 18       | 0      | 2           | 0          |
| C. Linke      | 44            | 8             | 4             | 0             | 1                 | 1                 | 0                 | 0                 | 45       | 9      | 4           | 0          |
| O. Machala    | 41            | 1             | 5             | 1             | 1                 | 0                 | 1                 | 0                 | 42       | 1      | 6           | 1          |
| A. Malchow    | 39            | 3             | 16            | 2             | 0                 | 0                 | 0                 | 0                 | 39       | 3      | 16          | 2          |
| A. Nofz       | 20            | 0             | 0             | 0             | 0                 | 0                 | 0                 | 0                 | 20       | 0      | 0           | 0          |
| J. Otten      | 2             | 0             | 0             | 0             | 0                 | 0                 | 0                 | 0                 | 2        | 0      | 0           | 0          |
| K. Schnell    | 38            | 0             | 3             | 0             | 0                 | 0                 | 0                 | 0                 | 38       | 0      | 3           | 0          |
| T. Seiffert   | 1             | 0             | 0             | 0             | 0                 | 0                 | 0                 | 0                 | 1        | 0      | 0           | 0          |
| W. Steinbach  | 40            | 4             | 2             | 1             | 1                 | 0                 | 0                 | 0                 | 41       | 4      | 2           | 1          |
| A. Tammen     | 12            | 0             | 1             | 0             | 0                 | 0                 | 0                 | 0                 | 12       | 0      | 1           | 0          |
| J. Wawrzyniak | 40            | 2             | 4             | 1             | 1                 | 0                 | 1                 | 0                 | 41       | 2      | 5           | 1          |
| M. Wuckel     | 35            | 6             | 4             | 0             | 1                 | 0                 | 0                 | 0                 | 36       | 6      | 4           | 0          |
| K. Zając      | 34            | 0             | 7             | 0             | 1                 | 0                 | 0                 | 0                 | 35       | 0      | 7           | 0          |
| A. van Lent   | 1             | 0             | 0             | 0             | 0                 | 0                 | 0                 | 0                 | 1        | 0      | 0           | 0          |